# Mehmed Halilović

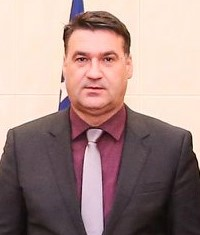
Mehmed Halilović (2019)

Mehmed Halilović (* 1976 in Novo Selo, Sozialistische Republik Bosnien und Herzegowina, Jugoslawien) ist ein Diplomat aus Bosnien und Herzegowina. Bis 2024 war er Botschafter seines Landes in der indonesischen Hauptstadt Jakarta, mit Zweitakkreditierung für Singapur und Osttimor. Davor war er bosnisch-herzegowinischer Botschafter in Kuwait und Angehöriger des Militärs im Bosnienkrieg.

## Werdegang

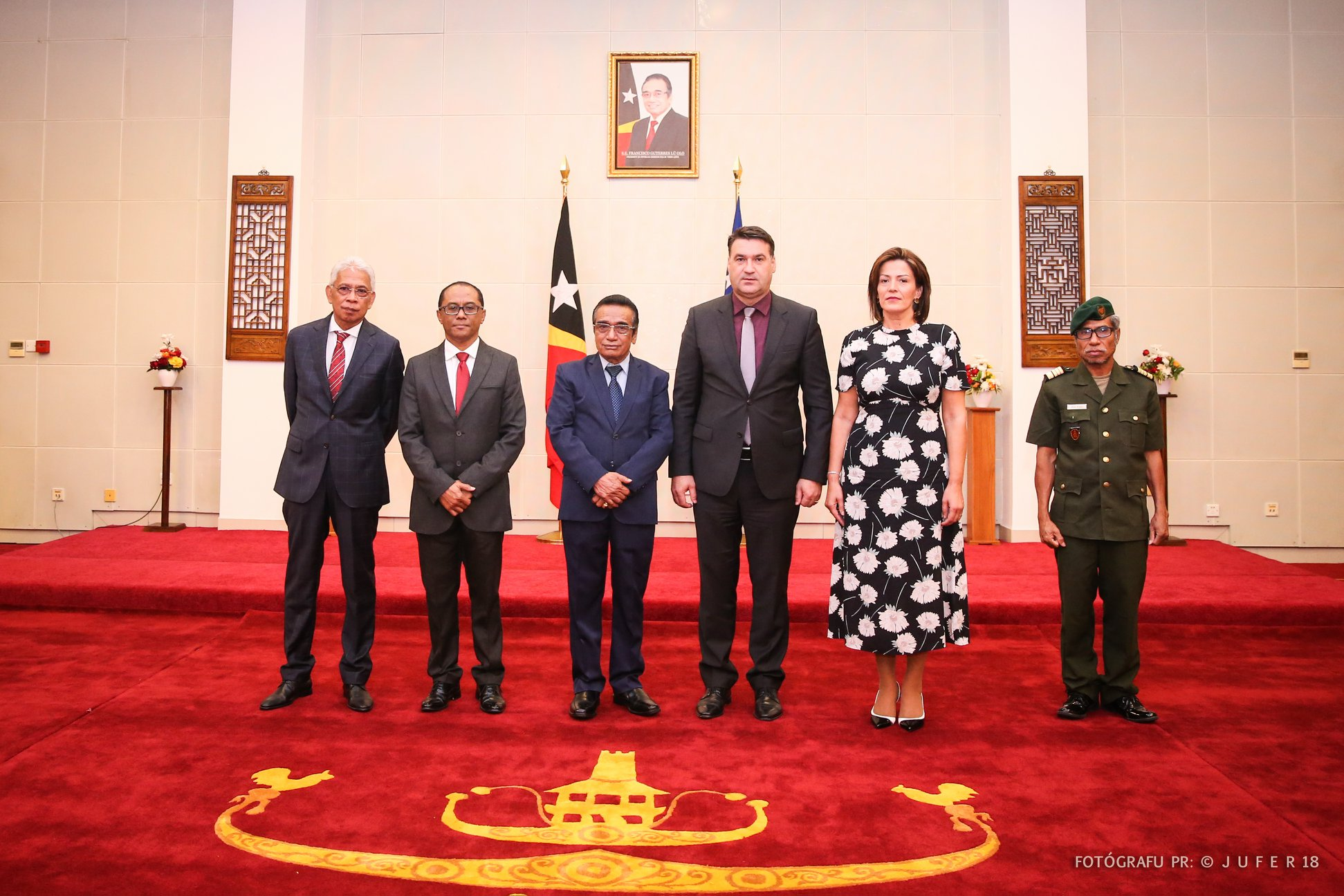
Mehmed Halilović und seine Frau bei der Übergabe seiner Akkreditierung in Osttimor bei Präsident Francisco Guterres (2019)

Halilović studierte im sudanesischen Khartum an der Fakultät für Verteidigung und Sicherheit der Universität Khartum, wo er 1997 seinen Abschluss machte. Nach dem Studium schloss er sich der Armee der Föderation Bosnien und Herzegowina an und wurde Zugführer im Jägerbataillon. Später absolvierte Halilović Ausbildungen in Führung, Logistik und Sprachen in Malaysia und den Vereinigten Staaten von Amerika. Während seiner militärischen Laufbahn übernahm er im Hauptquartier die Aufgaben als Verbindungsoffizier und Offizier für Öffentlichkeitsarbeit bei Kooperationen zwischen militärischen und zivilen Stellen. Schließlich wurde er Major im Direktorat für nachrichtendienstlichen Angelegenheiten und Sicherheit im Kommando für Operationen.
Von 2015 bis 2018 war Halilović bosnisch-herzegowinischer Botschafter in Kuwait. In dieser Zeit engagierte sich Kuwait mit Entwicklungshilfe in Bosnien und Herzegowina, so bei einer Umgehungsstraße in Zenica und zahlreichen humanitären Projekten. Auch kuwaitische Investitionen in die Wirtschaft waren Thema während Halilovićs Amtszeit. Seinen Abschiedsbesuch absolvierte Halilović bei Sabah Khaled Al-Hamad Al-Sabah, dem Außenminister und ersten stellvertretenden Premierminister Kuwaits, am 10. August 2018.
Am 8. November 2018 trat Halilović sein neues Amt als bosnisch-herzegowinischer, außerordentlicher und bevollmächtigter Botschafter in Jakarta an. Er übergab seine Akkreditierung für Indonesien an Indonesiens Präsidenten Joko Widodo. Daneben war Halilović auch für weitere Länder Südostasiens akkreditiert. Am 25. Juli 2019 übergab er seine Akkreditierung an Präsident Halimah Yacob in Singapur. In Osttimor übergab Halilović seine Akkreditierung am 15. Oktober 2019 an Staatspräsident Francisco Guterres. Im malaysischen Kuala Lumpur gibt es eine eigene bosnisch-herzegowinische Botschaft, die auch für Brunei zuständig ist. Halilovićs Nachfolger wurde 2024 Armin Limo.

## Sonstiges
Halilović spricht fließend Arabisch. Er ist verheiratet und hat drei Kinder.